# (74210) 1998 RX60
(74210) 1998 RX60 – planetoida z pasa głównego asteroid okrążająca Słońce w ciągu 4,15 lat w średniej odległości 2,58 j.a. Odkryta 14 września 1998 roku.